# NGC 1937
NGC 1937 is een open sterrenhoop in het sterrenbeeld Goudvis. Het hemelobject werd op 27 september 1826 ontdekt door de Schotse astronoom James Dunlop.

## Synoniemen
- ESO 56-SC112